# Caso locativo
El caso locativo (llamado caso preposicional en ruso) se emplea o se ha empleado en:
- lengua polaca por ejemplo: "w dobrej szafie" significa "en buen armario"
- lenguas bálticas modernas y lenguas eslavas, así como en turco. Por ejemplo, en turco, elim significa: mi mano, y elimde significa en mi mano. O sea que en esta lengua, el locativo se marca utilizando el sufijo de así como el da.
- algunas antiguas lenguas indoeuropeas. En concreto, el sánscrito.
- rara vez o bien en uso literario en antiguas lenguas indias, como el marathi en la que el caso ablativo ha desaparecido.

El caso locativo se corresponde, con ciertas reservas, con las expresiones preposicionales «en» o «al lado de», e indica la localización final de una acción o del momento de la acción.
En lenguas como el finés, hay un grupo de seis casos que expresan distintas relaciones locativas (*elativo, inesivo, ilativo, adesivo, alativo y ablativo). 
En húngaro, son nueve el número de casos existentes de este tipo, pero en este caso la definición de caso locativo se refiere exclusivamente a una forma que se emplea tan solo con algunos adverbios y unas pocas poblaciones, en lugar del caso inesivo o del caso superesivo. Ejemplos: Győr|ött, Pécs|ett, Kaposvár|t; i|tt:aquí, o|tt:allí, al|att:bajo, föl|ött:sobre, köz|ött:entre, etc. y es lo mismo que espacial
- Datos: Q202142